# Jean-Philippe Sabo
Pour les articles homonymes, voir Sabo.
Jean-Philippe Sabo, né le 26 février 1987 à Gouvieux (Oise), est un footballeur français qui évolue au poste de défenseur.

## Biographie

### Olympique de Marseille
Jean-Philippe Sabo arrive au centre de formation de l'Olympique de Marseille en 2002. Il évolue d'abord au poste d'attaquant mais devient défenseur au fil du temps grâce notamment à sa vitesse de course. Le 16 janvier 2008, il fait ses débuts en professionnel en étant titulaire sur le côté gauche de la défense marseillaise, palliant ainsi les absences consécutives de Taye Taiwo puis de Juan Ángel Krupoviesa, lors du match face à l'AJ Auxerre comptant pour les quarts de finale de la Coupe de la Ligue. Auteur d'une bonne prestation, il effectue trois jours plus tard sa première entrée sur un terrain de Ligue 1 en toute fin de match à la place de Krupoviesa face au Valenciennes FC lors de la 21e journée, remporté par l'OM trois buts à un. Il signe son premier contrat professionnel le 18 février 2008 et est lié à l'OM jusqu'en juin 2010.
Le 12 juin 2008, l'Olympique de Marseille annonce son prêt pour une saison au Montpellier HSC en compagnie de ses coéquipiers Garry Bocaly et Thomas Deruda. Il joue son premier match sous son nouveau maillot lors de la première journée de Ligue 2 contre RC Strasbourg puis marque son premier but lors de la 11e journée contre le Vannes OC.
Le 20 juillet 2009, il prolonge son contrat de deux saisons avec l'Olympique de Marseille puis est prêté à l'AC Ajaccio pour la saison 2009-2010. De retour sur la Canebière, il ne joue aucun match durant la saison suivante.
Le 28 septembre 2011, il fait sa première apparition en Ligue des champions en entrant en fin de match à la place d'André Ayew lors de la rencontre face au Borussia Dortmund (victoire 3-0). Le 13 juin 2012, l'Olympique de Marseille annonce que le contrat du joueur, qui arrive à expiration le 30 juin, n'est pas renouvelé.
Début septembre 2012, Sabo est mis à l'essai par l'OGC Nice mais le club azuréen décide de ne pas faire signer de contrat au joueur.

### RC Strasbourg Alsace
En janvier 2013, Jean-Philippe Sabo, toujours sans club, est engagé pour six mois par le RC Strasbourg évoluant désormais en CFA. Il prolonge son contrat de trois ans, en juin 2013, après que le club ait été champion de CFA et promu en National.
La première saison à l'échelon supérieur est difficile pour le club qui évite de peu la relégation puisqu'en terminant à la 16e place du championnat le racing doit descendre mais est repêché à la suite des relégations extra-sportive du Luzenac AP et de l'USAJ Carquefou.
Lors de la phase aller du championnat de Championnat de France de football National 2014-2015, il dispute douze matchs de championnats dont onze comme titulaire et écope de trois cartons rouges (Chambly, Colmar et Amiens). Il marque ses deux premiers buts de la saison contre l'US Boulogne le 27 février 2015 et permet à son équipe de remporter le match sur le score de 2 à 1. Il marque son troisième but de la saison contre le Amiens SC au Stade de la Meinau devant plus de 15 000 spectateurs pour une victoire de 2 à 1. Il finit la saison en ayant inscrit trois buts et effectue quatre passes décisives en 28 rencontres, dont 27 en tant que titulaire. Sur le plan collectif, le Racing Club de Strasbourg finit à la quatrième place du championnat de National et n'accède donc pas à la Ligue 2.
Cependant, le 27 mai 2016, le RC Strasbourg obtient son accession en Ligue 2 après avoir fait match nul contre l'ASM Belfort. Il prend part à seulement treize match lors de la saison 2015-2016 avant d'être libéré de son contrat. Le 5 octobre 2016, il signe en faveur de l'AS Erstein, club alsacien qui évolue en Division Honneur, la sixième division française.
Le 22 Juin 2023, le club de Geispolsheim, village près de Strasbourg, en R1 (6e division Française), annonce sa signature pour 1 saison.
En janvier 2017, il est sélectionné en Équipe de France Militaire pour disputer la Coupe du Monde.

## Statistiques
| Saison                | Club                   | Championnat           | Championnat | Championnat | Coupe nationale | Coupe nationale | Coupe de la Ligue | Coupe de la Ligue | Compétition(s) continentale(s) | Compétition(s) continentale(s) | Compétition(s) continentale(s) | Total | Total |
| Saison                | Club                   | Division              | M.          | B.          | M.              | B.              | M.                | B.                | Comp.                          | M.                             | B.                             | M.    | B.    |
| 2007-2008             | Olympique de Marseille | Ligue 1               | 1           | 0           | -               | -               | 1                 | 0                 | -                              | -                              | -                              | 2     | 0     |
| 2008-2009             | Montpellier HSC (prêt) | Ligue 2               | 34          | 1           | 3               | 0               | 3                 | 0                 | -                              | -                              | -                              | 40    | 1     |
| 2009-2010             | AC Ajaccio (prêt)      | Ligue 2               | 34          | 0           | 4               | 0               | 2                 | 0                 | -                              | -                              | -                              | 40    | 0     |
| 2010-2011             | Olympique de Marseille | Ligue 1               | -           | -           | -               | -               | -                 | -                 | -                              | -                              | -                              | 0     | 0     |
| 2011-2012             | Olympique de Marseille | Ligue 1               | 4           | 0           | 2               | 0               | 2                 | 0                 | C1                             | 1                              | 0                              | 9     | 0     |
| 2012-2013             | RC Strasbourg          | CFA                   | 17          | 1           | -               | -               | -                 | -                 | -                              | -                              | -                              | 17    | 1     |
| 2013-2014             | RC Strasbourg          | National              | 29          | 2           | 1               | 0               | -                 | -                 | -                              | -                              | -                              | 30    | 2     |
| 2014-2015             | RC Strasbourg          | National              | 28          | 3           | 4               | 1               | -                 | -                 | -                              | -                              | -                              | 32    | 4     |
| 2015-2016             | RC Strasbourg          | National              | 12          | 0           | 1               | 0               | -                 | -                 | -                              | -                              | -                              | 13    | 0     |
| Total sur la carrière | Total sur la carrière  | Total sur la carrière | 159         | 7           | 15              | 1               | 8                 | 0                 | -                              | 1                              | 0                              | 183   | 8     |

## Palmarès
Lors de son prêt au Montpellier HSC lors de la saison 2008-2009, il est vice-champion de France de Ligue 2 en terminant derrière le RC Lens. 
En 2010-2011, Jean-Philippe Sabo est champion de Méditerranée de DH (6e division française) avec l'équipe réserve de l'Olympique de Marseille en participant à sept matchs de championnat et inscrivant un but. Il remporte le Trophée des champions en 2010 et en 2011 ainsi que la Coupe de la Ligue en 2011 sans jamais entrer en jeu avec l'Olympique de Marseille.
En 2015-2016, il remporte le championnat de France National avec le RC Strasbourg.

## Vie familiale
Jean-Philippe Sabo a été marié à la chroniqueuse télé Clio Pajczer. Ils sont divorcés depuis 2013.